# Podul Aizhai
Podul Aizhai este un pod suspendat situat pe drumul express G65 Baotou–Maoming din China.
Cu o lungime de 1.146 metri este unul dintre cele mai lungi poduri din lume, fiind cel mai lung pod suspendat de pe glob.
Prin utilizarea sa, drumul dintre Jishou și Chadong se scurtează de la patru ore la mai puțin de o oră.
Lucrarea de execuție a durat o perioadă record: patru ani și jumătate, construcția începând în octombrie 2007, podul fiind dat în exploatare la sfârșitul lui 2011.
Lucrarea a fost deschisă publicului la 31 martie 2012.
Costul total al proiectului a fost de 610 milioane de dolari, din care 208 milioane au fost acordați de către Asian Development Bank.